# Chuku Corona
La Chuku Corona è una struttura geologica della superficie di Venere.